# HD 93502
HD 93502 è una stella bianca nella sequenza principale di magnitudine 6,28 situata nella costellazione della Carena. Dista 365 anni luce dal sistema solare.

## Osservazione
Si tratta di una stella situata nell'emisfero celeste australe. La sua posizione è fortemente australe e ciò comporta che la stella sia osservabile prevalentemente dall'emisfero sud, dove si presenta circumpolare anche da gran parte delle regioni temperate; dall'emisfero nord la sua visibilità è invece limitata alle regioni temperate inferiori e alla fascia tropicale. 
Essendo di magnitudine pari a 6,3, non è osservabile ad occhio nudo. Per poterla scorgere è sufficiente comunque anche un binocolo di piccole dimensioni, a patto di avere a disposizione un cielo buio.
Il periodo migliore per la sua osservazione nel cielo serale ricade nei mesi compresi fra febbraio e giugno. Nell'emisfero sud è visibile anche per buona parte dell'inverno grazie alla declinazione australe della stella, mentre nell'emisfero nord può essere osservata limitatamente durante i mesi primaverili boreali.

## Sistema stellare
HD 93502 è un sistema stellare formato da due componenti. La componente principale A è una stella di magnitudine 6,28. La componente B è di magnitudine 14,3, separata da 4,5 secondi d'arco da A e con angolo di posizione di 294 gradi.